# رانتروم
رانتروم (به آلمانی: Rantrum) یک شهر در آلمان است که در نوردفرایسلند واقع شده‌است. رانتروم ۱٬۸۱۸ نفر جمعیت دارد.